# Просяниковка (Кобелякский район)
Просяниковка (укр. Просяниківка) — село, Светлогорский сельский совет, Кобелякский район, Полтавская область, Украина.
Код КОАТУУ — 5321886404. Население по переписи 2001 года составляло 254 человека.

## Географическое положение
Село Просяниковка находится в 6-и км от левого берега Каменского водохранилища и в 2,5 км от сёл Брачковка и Солошино.

## Экономика
- Птице-товарная ферма.